# 孫衍 (成化戊戌進士)
孙衍（1443年—1501年），字世延，又字世贤、延之，號雪岑，直隸華亭（今上海市松江區）人，明朝官员，成化戊戌进士。弘治间官至福建延平府知府。有子孫承恩，官至禮部尚書。

## 生平
成化元年（1465年）舉乙酉科應天鄉試，成化十四年（1478年）登戊戌科進士，授深州知州，不數月，丁憂去職。服闕，改沔陽州知州。弘治元年（1488年），陞南京兵部職方員外郎。弘治四年（1491年），陞車駕司郎中。弘治九年（1496年），出為福建延平府知府。因祈雨得病，卒于官。

## 著作
著有《雪岑集》。

## 家族
曾祖孫仲輝。祖父孫士達。父孫瓛，訓導。严侍下。有子孫承恩，官至禮部尚書。